# Diocesi di Lero
La diocesi di Lero (in latino: Dioecesis Leriensis) è una sede titolare della Chiesa cattolica.
Assieme a Calimno e a Stampalia, la sede di Lero costituisce oggi una delle metropolie ortodosse del Dodecaneso, sottoposte al patriarcato ecumenico di Costantinopoli (in greco: Ἱερὰ Μητρόπολις Λέρου, Καλύμνου καὶ Ἀστυπαλαίας).

## Storia
Lero, isola del Dodecaneso, è un'antica sede vescovile della Grecia, suffraganea dell'arcidiocesi di Rodi nel patriarcato di Costantinopoli.
La sede appare in tutte le Notitiae Episcopatuum del patriarcato come suffraganea di Rodi, a partire da quella dello pseudo-Epifanio e databile alla metà del VII secolo fino alla Notitia del XII secolo.
Michel Le Quien, nell'opera Oriens christianus, attribuisce a questa diocesi tre vescovi che presero parte ai concili del primo millennio cristiano: Giovanni, presente al secondo concilio di Costantinopoli nel 553; Sergio, presente alle sedute del concilio di Nicea del 787; e Giuseppe, che partecipò al concilio dell'869 che condannò il patriarca Fozio di Costantinopoli.
In un monastero di Patmo sono state scoperte due iscrizioni, entrambe databili tra V e VI secolo, che parrebbero riferirsi a due vescovi di Lero. Una prima iscrizione ricorda la consacrazione di un altare all'epoca del «nostro santissimo vescovo Epitimeto»; poiché Patmo non fu mai sede vescovile, è probabile che questo vescovo appartenga alla vicina diocesi di Lero; ma tale conclusione è solo ipotetica. Un'altra iscrizione, frammentaria e interpretata in modo diverso dagli autori, potrebbe fare riferimento ad un vescovo di nome Eusebio; anche in questo caso potrebbe essere un vescovo di Lero, oppure riferirsi ad un vescovo di un'altra sede in pellegrinaggio a Patmo.
Nel 1984, durante una campagna di scavi nel sito archeologico di Rodi, è stato scoperto un sigillo, databile tra VI e VII secolo,  con la seguente iscrizione: «Di Giovanni, umilissimo vescovo di Leros». La diffusione del nome Giovanni e l'ampiezza della datazione del sigillo, inducono a pensare che possa trattarsi di un vescovo diverso da quello menzionato nel 553.
Dal XVIII secolo Lero è annoverata tra le sedi vescovili titolari della Chiesa cattolica; la sede è vacante dal 25 maggio 1985.

## Cronotassi

### Vescovi greci
- Giovanni I † (menzionato nel 553)
- Epitimeto ? † (V/VI secolo)
- Eusebio ? † (V/VI secolo)
- Giovanni II † (VI/VII secolo)
- Sergio † (menzionato nel 787)
- Giuseppe † (menzionato nell'870)

### Vescovi titolari
- Matteo † (? deceduto)
- Franco, O.P. † (31 gennaio 1360 - ?)[8]
- Louis-Marie Deveaux, M.E.P. † (15 febbraio 1745 - 1º gennaio 1756 deceduto)
- Joseph Christian Franz de Paula zu Hohenlohe-Waldenburg-Bartenstein † (3 agosto 1789 - 5 gennaio 1795 succeduto vescovo di Breslavia)
- Emanuel von Schimonski-Schimoni † (18 dicembre 1797 - 3 maggio 1824 nominato vescovo di Breslavia)
- Vincenzo Annovazzi † (3 luglio 1826 - 15 febbraio 1838 nominato vescovo di Anagni)
- John Thomas Hynes, O.P. † (8 maggio 1838 - 30 marzo 1869 deceduto)
- Crescencio Carrillo y Ancona † (27 marzo 1884 - 14 febbraio 1887 succeduto vescovo di Yucatán)
- Louis Couppé, M.S.C. † (28 dicembre 1889 - 18 dicembre 1925 nominato arcivescovo titolare di Gerapoli di Frigia)
- Enrico Pascal Valtorta, P.I.M.E. † (15 marzo 1926 - 11 aprile 1946 nominato vescovo di Hong Kong)
- Émile Blanchet † (10 ottobre 1946 - 10 maggio 1960 nominato arcivescovo titolare di Filippopoli di Tracia)
- Luigi Dadaglio † (28 ottobre 1961 - 25 maggio 1985 promosso cardinale diacono di San Pio V a Villa Carpegna)